# Baneheide
Baneheide (Limburgs: De Boanhei) is een buurtschap van Bocholtz in de Nederlandse gemeente Simpelveld, provincie Limburg. Het gedeelte bane uit de naam verwijst naar de Romeinse weg tussen Aken en Maastricht. Het woorddeel hei verwijst naar het droge plateau waarop de nederzetting zich ontwikkelde. De buurtschap ligt op het Plateau van Bocholtz. De circa 30 huizen huisvesten 80 inwoners.
Ten zuiden van Baneheide ligt het Platte Bosch.

## Typisch Limburgs dorpsgezicht
Baneheide heeft een typisch Limburgs dorpsgezicht met een waterpoel, een waterputhuisje, boerderijen opgetrokken uit Kunradersteen, vakwerkhuizen en op de kruising evenals op de gevel van de Heihoeve een houten kruisbeeld.

## Zie ook

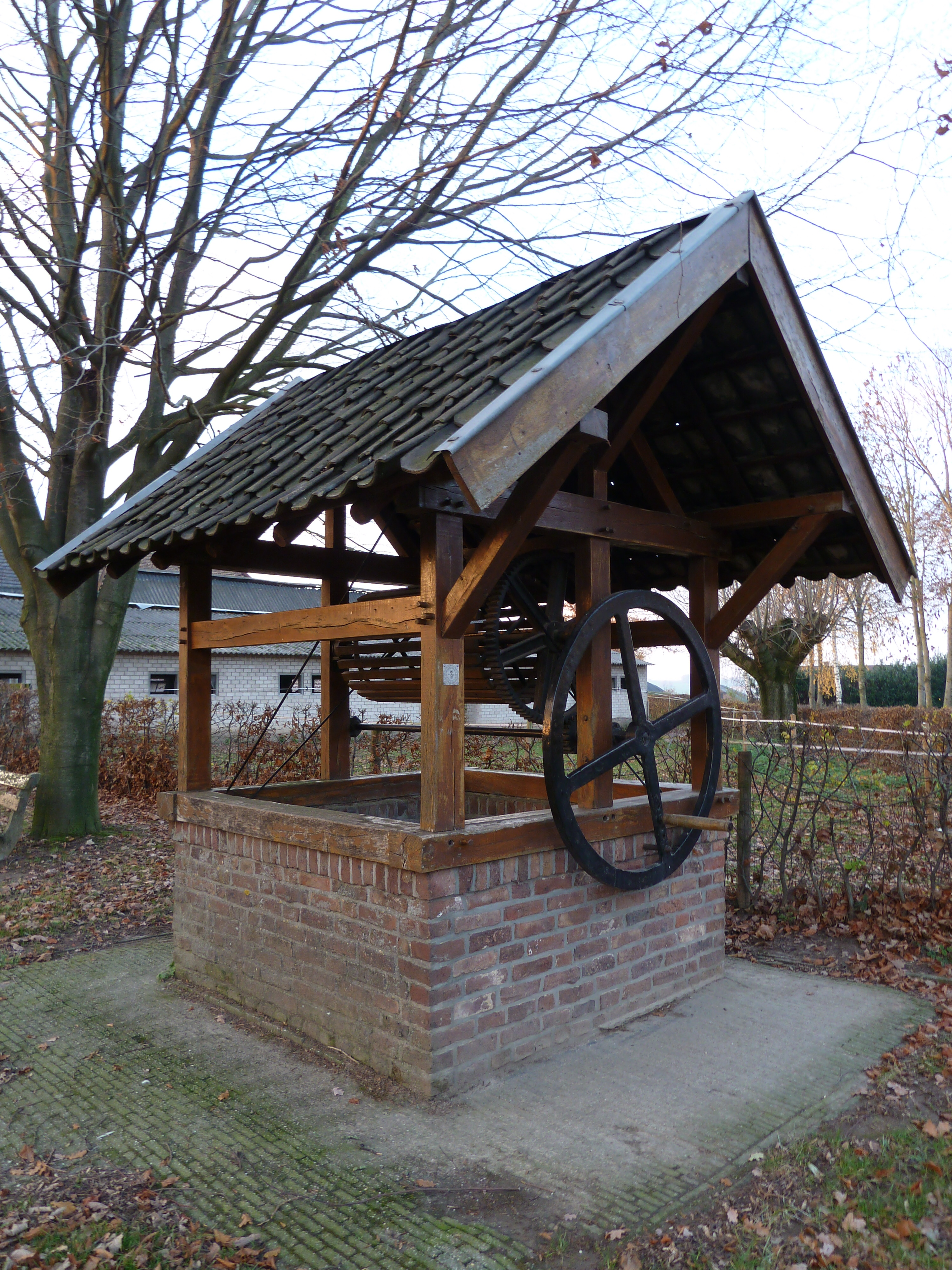
Zwingelput